# Laarderweg 23
Laarderweg 23 is een gemeentelijk monument aan de Laarderweg in Eemnes in de provincie Utrecht. 
Het diepe woonhuis werd in 1904 tegelijk met de nummers 25 en 27 gebouwd op grond van de Hervormde Gemeente Eemnes-Buiten. De huizen staan haaks op de Laarderweg. Het mansardedak is gedekt met Hollandse pannen. 
Het huis werd gebouwd voor Brand Blom. Op de gemetselde gevelsteen staat de tekst: De eerste steen gelegd door Jannetje Blom, 9 september 1904.